# Општина Пујешти (Васлуј)
Пујешти (рум. Puieşti) општина је у Румунији у округу Васлуј.
Oпштина се налази на надморској висини од 181 m.